# Luis Yohan Asprilla
Luis Yohan Asprilla Caballero (nacido el 28 de mayo de 2001 en Panamá) es un futbolista panameño que juega como lateral derecho en el Tauro FC de la Primera División de Panamá.

## Trayectoria

### Tauro FC
Se formó en las categorías inferiores del Tauro FC y su debut profesional fue 8 de noviembre de 2020 en la derrota 0 a 3 contra Club Atlético Independiente de La Chorrera en el Estadio Javier Cruz en donde fue titular y jugó hasta el minuto 68. En la Liga Concacaf 2020 jugó 1 partido quedándose en los octavos de final, en el Torneo Clausura 2020 jugó 4 partidos llegando hasta las semifinales, en el Torneo Apertura 2021 jugó 8 partidos, Salió campeón con el club del Torneo Clausura 2021 en donde jugó 15 partidos y anotó 1 gol,  en el Torneo Apertura 2022 jugó 18 partidos llegando hasta semifinales, en la Liga Concacaf 2022 jugó 3 partidos llegando hasta los cuartos de final, en el Torneo Clausura 2022 jugó 14 partidos, en la Liga de Campeones de la Concacaf 2023 jugó 2 partidos quedándose en los octavos de final, quedó subcampeón del Torneo Apertura 2023 en donde jugó 15 partidos y anotó 2 goles, fue subcampeón nuevamente del Torneo Clausura 2023 en donde jugó 16 partidos. Salió campeón del Torneo Apertura 2024 en donde derrota 2 a 0 al CD Plaza Amador en el Estadio Rommel Fernández en donde no estuvo convocado, en donde jugó 5 partidos.

## Selección nacional

### Categorías inferiores
El 23 de mayo de 2022, fue llamado a la selección sub-21 de Panamá para disputar el Torneo Maurice Revello de 2022 celebrado en Francia. En donde jugó 3 partidos quedando en el séptimo lugar.

### Selección absoluta
Su debut con la selección absoluta fue el 16 de enero de 2022 en el empate 1 a 1 contra Perú en un partido amistoso en el Estadio Nacional de Lima en Perú en donde fue suplente y entró al minuto 93 por Omar Córdoba.

### Participaciones en Selección Nacional
| Copa                        | Categoría | Sede    | Resultado | Partidos | Goles |
| --------------------------- | --------- | ------- | --------- | -------- | ----- |
| Torneo Maurice Revello 2022 | Sub-21    | Francia | 7.º lugar | 2        | 0     |

## Clubes
| Club     | País   | Año         |
| -------- | ------ | ----------- |
| Tauro FC | Panamá | 2020 - Act. |

## Palmarés

### Títulos nacionales
| Título           | Club     | País   | Año    |
| ---------------- | -------- | ------ | ------ |
| Primera División | Tauro FC | Panamá | 2021-C |
| Primera División | Tauro FC | Panamá | 2024-A |